# Postgeschichte und Briefmarken Bayerns

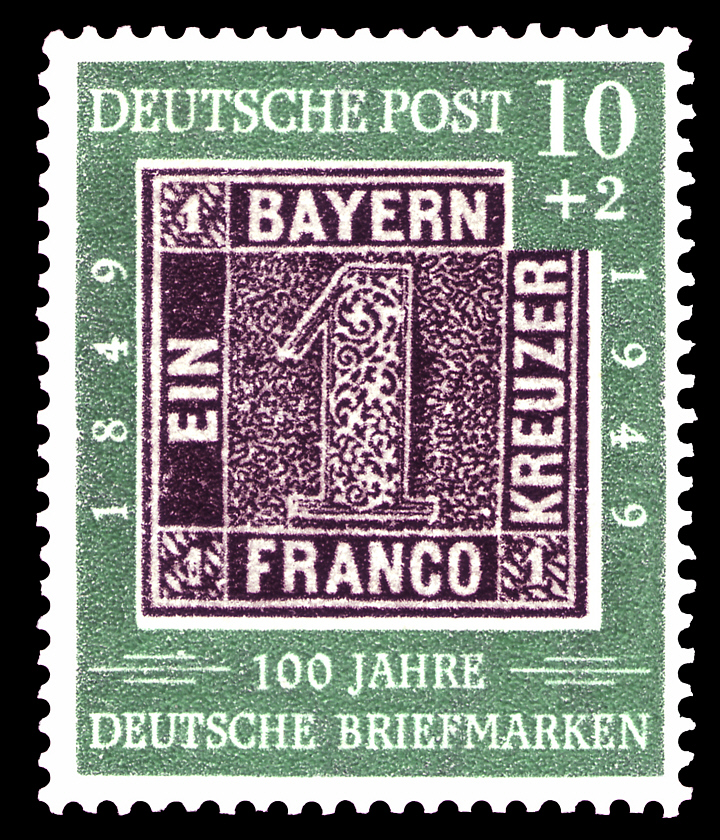
Sondermarke der Bundesrepublik Deutschland von 1949 zur Erinnerung an die erste Briefmarke Deutschlands (ein Wert aus einem Satz von drei Marken)

Die Geschichte der Post in Bayern stellt über Jahrhunderte eine eigenständige Entwicklung dar, die erst 1920 mit dem Übergang zur Reichspost endete.

## Geschichte
Die Anfänge der Post in Bayern lagen in den Händen der Familie Taxis, die sich seit 1650 Thurn und Taxis nennen durften. In Innsbruck, Regensburg und Augsburg hatten sie Postämter der Kaiserlichen Reichspost eingerichtet, von wo aus Boten die Bestellung im Lande besorgten. Die bayerischen Herzöge selbst kümmerten sich um diese Boten. Einzelne Routen ließen sie, nach Taxis'schem Vorbild, als Reitposten mit festem Pferdewechsel anlegen. Bekannt sind Reitposten (Postkurse) nach Augsburg mit Station in Bruck, oder (1598 unter Herzog Maximilian angelegt) von München über Dachau, Aichach und Rain nach Donauwörth und von München nach Schärding. Friedrich der IV. legte eine Reitpost zwischen Amberg und Nürnberg mit Anschluss nach Prag an.
Kaiser Rudolf II. ermahnte die deutschen Reichsstände, die Reichsposten, also Thurn und Taxis, in ihren Landen aufzunehmen und ihren Dienst tun zu lassen. Herzog Ferdinand Maria von Bayern bestand aber 1652 darauf, nur kurfürstlich-bayerische Postmeister für die durch sein Land gehende Reichsposten einzustellen. Sechs Jahre später erklärte Leopold I. das Postwesen als ein „besonderes Regal“, welches „gehörig respektiert“ werden müsse. Man blieb aber dem Hause Thurn und Taxis treu. 1664 wurde mit dem General-Post-Amt in Regensburg vereinbart, in München ein Taxissches Reichs-Postamt zu gründen. Die noch erhaltenen Botenlinien wurden abgeschafft und neue Postrouten angelegt. Es entstanden Verbindungen über Mittenwald nach Innsbruck und über Geisenfeld nach Regensburg, um nur die bedeutendsten zu nennen.
Kurfürst Max Emanuel von Bayern ernannte den Grafen Franz Ferdinand von und zu Haimhausen zum General-Postmeister in Bayern und ließ eine reitende Post von München nach Brüssel anlegen. Der Kaiser war entrüstet. Der Kurfürst blieb bei seiner Anordnung. Erst als der Kaiser drohte, „seinen Erblandspostmeister zu entlassen, die Landesposten aufzuheben und durchgehend nur die Reichspost zuzulassen, alsdann des Grafen Haimhausens Lehnsgüter in Böhmen einzuziehen“, gab Maximilian nach. Die Thurn und Taxis hatten gesiegt und blieben im Lande aktiv. Im Jahre 1784 wurde zwischen dem Kurfürsten Karl Theodor von Bayern und dem Fürsten Karl Anselm von Thurn und Taxis eine Konvention über das „Postfreitum“ geschlossen und 15 Jahre später erneuert.

### Bayerische Staatsposten
Durch den Reichsdeputationshauptschluss vom 25. Februar 1803 wurden zwar die Thurn und Taxis in ihren Postrechten bestätigt, ihre Macht war aber erschüttert. Der Kaiser hatte viel von seiner Macht verloren. Die Taxis’sche Post versuchte sich durch Verträge abzusichern. 1804 wurde ein Vertrag mit Bayern abgeschlossen, in dem Kurfürst Max Joseph von Bayern dem Fürsten von Thurn und Taxis die Verwaltung sämtlicher Landesposten auf zehn Jahre zusicherte. Thurn und Taxis wurde mit einem Thronlehen und der Würde eines Erbland-Postmeisters ausgestattet. Die Postbeamten, alles Einheimische, mussten auf den König und die taxissche Postverwaltung verpflichtet werden und unterstanden der Oberhoheit einer königlichen Kommission. Der Vertrag hatte aber wenig Kraft. Zunächst nahm der Kurfürst die Reichspostanstalten in den fränkischen und schwäbischen Gebietsteilen, die ihm durch den Reichsdeputationshauptschluss zugefallen waren, in eigenen Besitz. Auch in den altbayerischen Gebietsteilen wurde der Vertrag nicht eingehalten. Am 20. Dezember 1805 wurden die Postbeamten auf den Kurfürsten verpflichtet, an den Posthäusern die Hoheitszeichen der Reichspost abgenommen und das kurfürstliche Wappen angebracht. Der Kurfürst von Bayern nahm die Post in Staatsbesitz. Das Postwesen wurde dem Ministerialdepartement der Auswärtigen Angelegenheiten unterstellt. In einem Vertrag vom 14. Februar 1806 wurde dieser Staatsakt gebilligt. Das Postwesen unterstand staatsrechtlich nunmehr dem König von Bayern. Er erteilte dem Fürsten von Thurn und Taxis die Würde eines Erbland-Postmeister und ließ ihm einstweilen die Verwaltung des bayerischen Postwesens gegen eine Pacht von 15.000 Gulden. Auch dieser Vertrag hatte keinen Bestand.
Am 1. März 1808 wurde der Fürst von Thurn und Taxis abgefunden, die Post zu einer Staatsanstalt erklärt und in eigene Verwaltung genommen. Der Fürst von Thurn und Taxis erhielt die Würde eines bayerischen Erbland-Postmeister und eine entsprechende Entschädigung. Am 1. Juli 1808 wurde der General-Postdirektion, als Abteilung des auswärtigen Ministeriums die Leitung der kgl. Posten übertragen. Zunächst bestanden Ober-Postämter in München, Augsburg, Nürnberg und Innsbruck als nachgeordnete Stellen. Der örtliche Betrieb war den Postanstalten anvertraut, die je nach ihrer Größe und Bedeutung Postämter, Postverwaltungen oder Postexpeditionen genannt wurde. Daneben bestanden noch Posthaltereien und Briefsammlungen.

### Südtirol und Italien
Mit dem Frieden von Pressburg erhielt Bayern am 1. Januar 1806 Tirol und Vorarlberg zugesprochen. Während in Bayern selbst noch Taxis die Postregie behielt, wurden in Tirol und Vorarlberg die Posten in staatliche Regie übernommen. Es blieb aber bis September 1807 in Tirol das ehemalige österreichische Postsystem erhalten. Bayern nahm erst Ende 1807 die Postregie tatsächlich wahr.
1810 wurde das Oberpostamt in Innsbruck in ein Postamt umgewandelt und mit den übrigen Postanstalten dem Oberpostamt Augsburg zugeteilt. Durch den Frieden von Tilsit und dem Friede von Schönbrunn kamen in den neu erworbenen Gebieten in Bayreuth, Regensburg und Salzburg weitere Ober-Postämter hinzu. Als Ergebnis des Wiener Kongresses 1814/15 musste Bayern seine österreichischen Zugewinne wieder aufgeben, bekam aber zum Ausgleich die Pfalz zurück sowie Gebiete um Würzburg und Aschaffenburg. Die noch taxisschen Postanstalten wurden übernommen und in Würzburg ein Oberpostamt eingerichtet. Das Oberpostamt Salzburg wurde geschlossen. Hinzu kam 1816 ein Ober-Postamt in Speyer. Die vorhandenen 6 Oberpostämter hatten zusammen 284 Postanstalten zu verwalten.

### Verwaltung
Durch Verordnung vom 31. Juli 1817 wurde die Verwaltung in „Generaladministration der kgl. Posten“ umbenannt und neu geregelt. Vom 1. Januar 1826 an kam diese Behörde als selbständige Abteilung an das Staatsministerium der Finanzen. 1827 wurden die Oberpostämter in Regensburg und Speyer in Postämter umgewandelt. Während Speyer seine Befugnisse behielt, wurden die Regensburger Postanstalten München bzw. Nürnberg zugeteilt. Am 1. April 1831 gingen die Postanstalten des aufgelösten Oberpostamts Würzburg an Nürnberg. 1826 führte Bayern Eilwagen auf der Strecke von Nürnberg nach Hof mit Anschluss nach Leipzig ein. Die Einrichtung bewährte sich so gut, dass seit dem Jahre 1838 die wichtigsten Strecken täglich befahren werden mussten. Im Jahre 1832 wurde das Postwesen dem Ministerium des Äußeren unterstellt. 1834 wurden in Regensburg und Würzburg neue Oberpostämter eingerichtet.

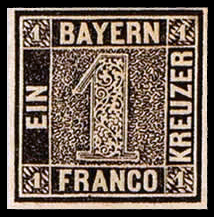
Die älteste deutsche Marke, der „Schwarze Einser“ von 1849

Die erste deutsche Eisenbahn wurde am 7. Dezember 1835 zwischen Nürnberg und Fürth eröffnet. Am 3. Juli 1837 wurde die Beziehung zwischen Bahn und Post geregelt (Beförderung der Brief- und Zeitungspakete und Estafetten-Sendungen ohne Vergütung, der Fahrpost gegen eine Pauschalsumme). Bayern führte 1842 Briefkasten allgemein ein. 1843 wurden Ankunftstempel eingeführt. 1849 verausgabte Bayern die ersten deutschen Briefmarken.
Am 27. Mai 1847 wurde die Verwaltung der Post und Eisenbahnen vereinigt, am 1. Dezember 1847 der „General-Verwaltung der Kgl. Posten und Eisenbahnen“ dem Finanzministerium unterstellt, später dem neu gebildeten Staatsministerium des Handels und der öffentlichen Arbeiten unterstellt.

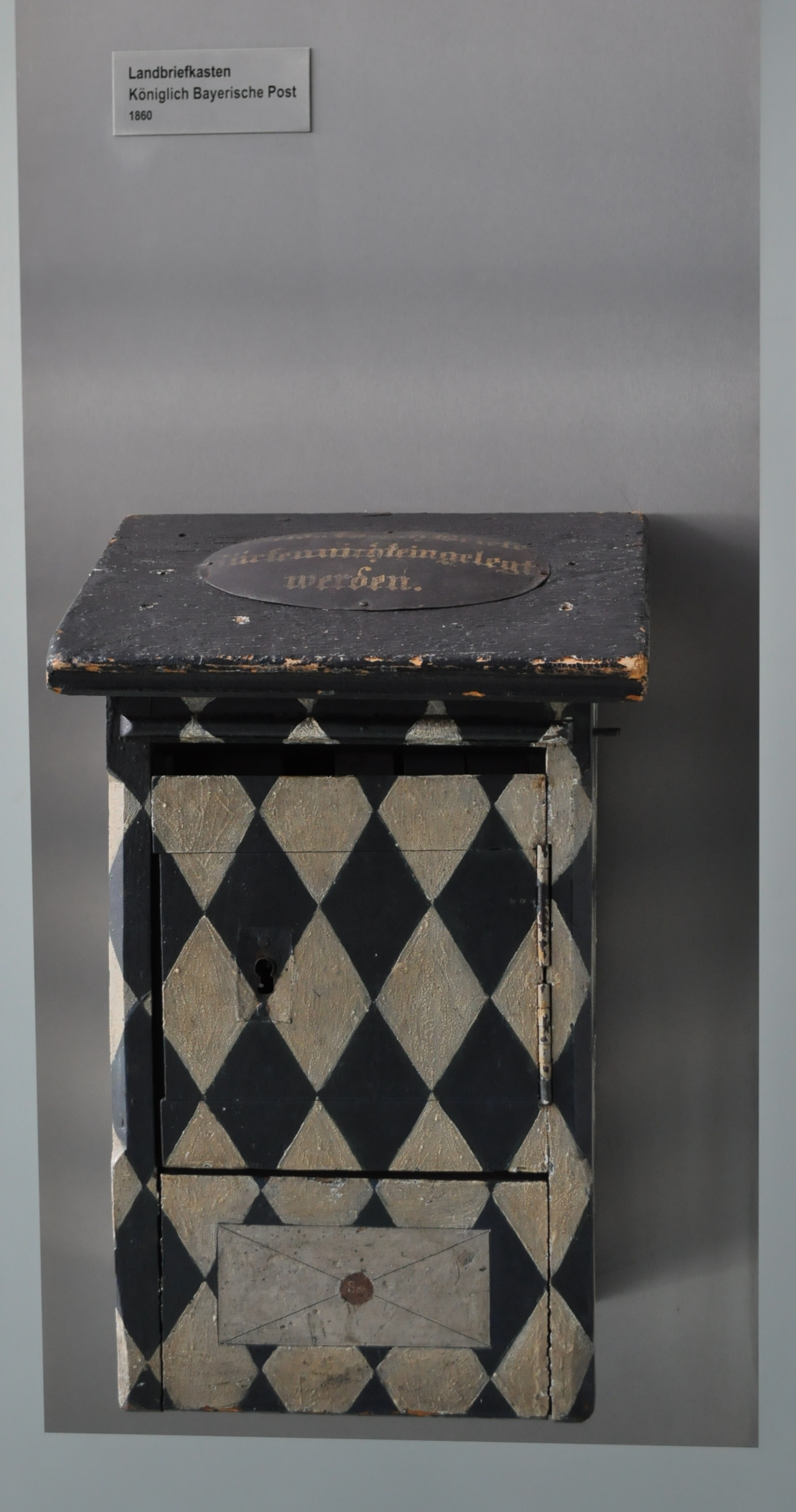
Landbriefkasten Königlich Bayerische Post 1860
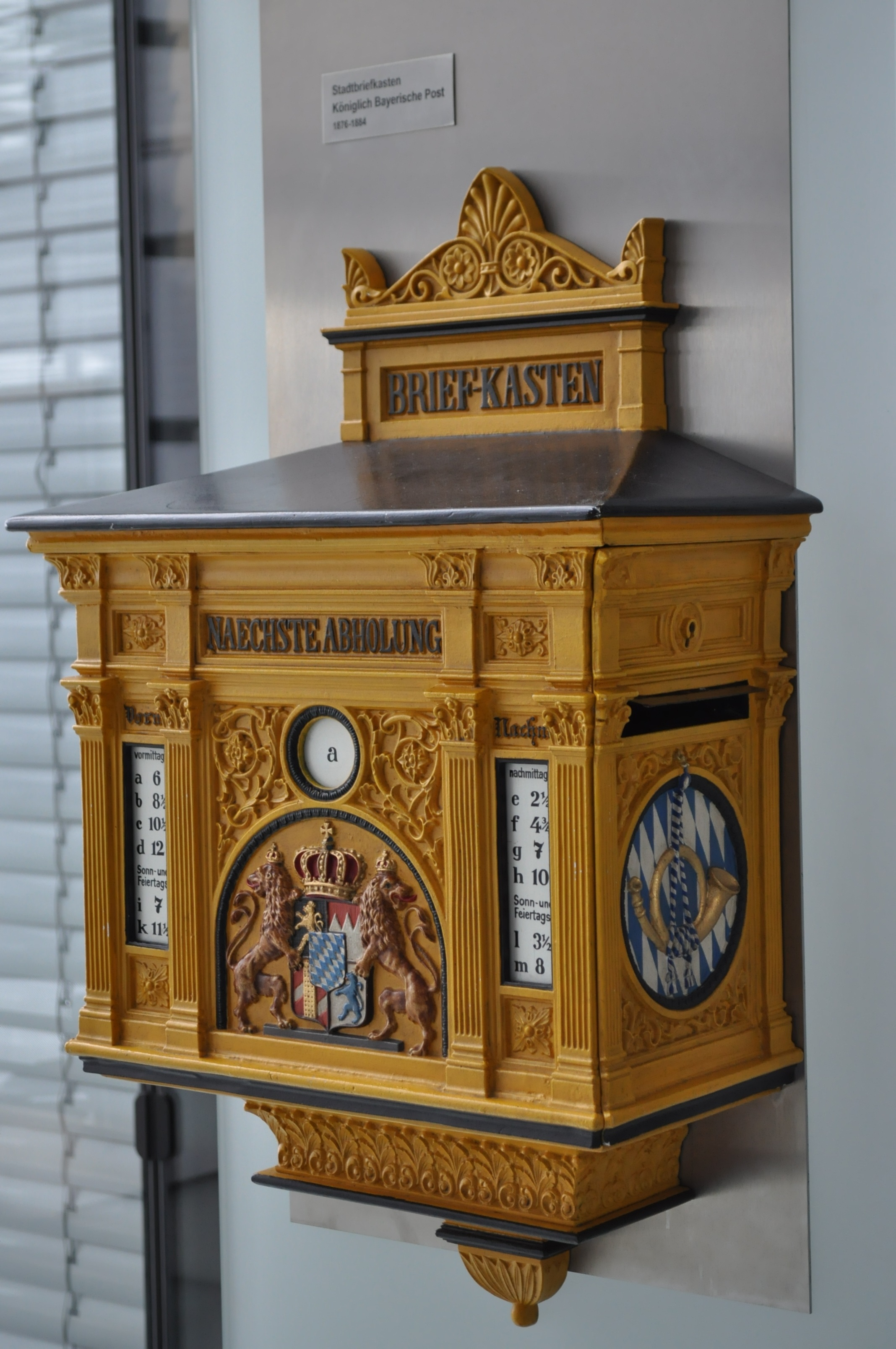
Stadtbriefkasten Königlich Bayerische Post 1876–1884
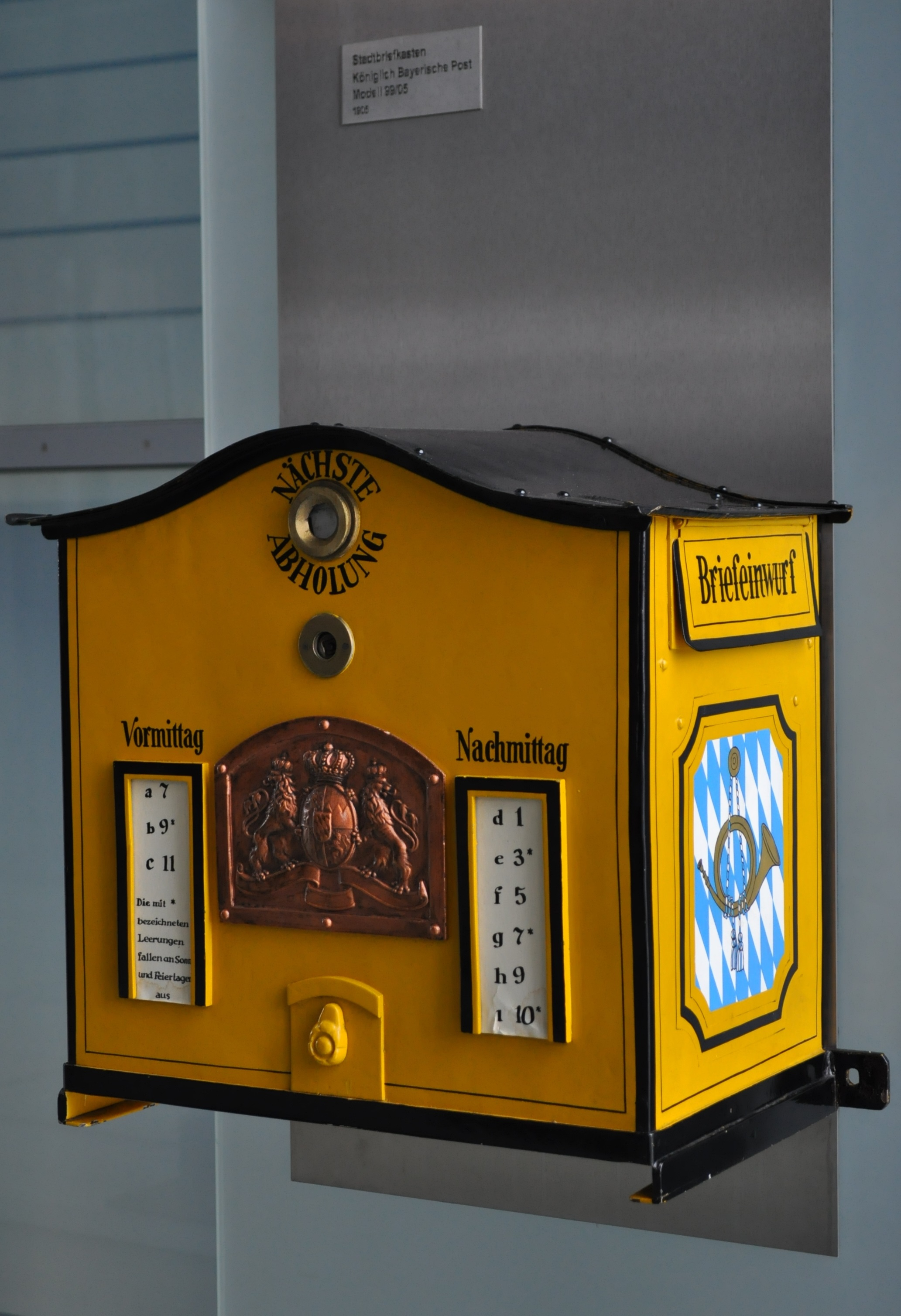
Stadtbriefkasten Königlich Bayerische Post Modell 99/05 1905

### Deutsch-Österreichischer Postverein
Bayern trat dem deutsch-österreichischen Postvertrag zwischen Preußen und Österreich bei dessen Abschluss bei. Der Deutsch-Österreichische-Postverein trat am 1. Juli 1850 in Kraft.
Ab dem 9. Februar 1851 wurde die dem Handelsministerium unterstellte General-Direktion der kgl. Verkehrsanstalten gebildet, zu der auch die Verwaltung des Telegraphenwesens gehörte. Im gleichen Jahr wurden Briefe mit Bareinzahlung eingeführt. Eine Verordnung vom 6. August 1858 führte zur Bildung von acht Regierungsbezirken. Jeder Regierungsbezirk erhielt eine Bezirksbehörde und zwar Oberbayern, Schwaben, Mittelfranken und Oberfranken je ein Oberpostamt sowie Bahnpostämter in München, Augsburg, Nürnberg und Bamberg. Die Pfalz, Niederbayern, Oberpfalz und Unterfranken – hier waren die Eisenbahnen nicht Staatseigentum – erhielten je ein Oberpostamt. Zu Beginn des Jahres 1854 gab es in Bayern acht Hauptexpeditionen für Brief-, Fahrpost und Zeitungsdienst am Dienstort der Oberpostämter, acht Post- und Bahnämter, zwei Postämter, 15 Post- und Bahnverwaltungen, drei Postverwaltungen, 72 Post- und Bahnexpeditionen, 518 Postexpeditionen und 189 Briefablagen. 1868 wurde das Oberpostamt Landshut aufgelöst, der Bezirk dem Oberpostamt Regensburg zugeteilt.

### Zeit des Norddeutschen Postbezirks

Brief von Tutzing nach Palermo, um 1870

Die unterschiedlichen deutschen Landesposten, im Norden hatte sich der Norddeutsche Postbezirk gebildet, passten sich in den Tarifen und Behandlungsvorschriften immer mehr an. Im Vertrag von Versailles von 1870 war Bayern das Fortbestehen seines Postwesens zugestanden worden mit der Folge, dass Bayern die internen Angelegenheiten in der Abteilung Bayern in München selbst regelte. Mit der Verfassung des Deutschen Reiches vom 16. April 1871 ging die Post- und Telegrafengesetzgebung auf das Reich über, eine Reichspost- und Telegrafenverwaltung entstand für alle Bundesstaaten außer für Bayern und Württemberg auf der Grundlage der Post des Norddeutschen Bundes. Die beiden süddeutschen Staaten behielten jeweils eigene Post- und Telegraphenverwaltungen.
Nach einigen weiteren kleinen Änderungen wurden in der bayerischen Postverwaltung mit Geltung vom 1. Januar 1876 die gemeinschaftlichen Oberpostämter und Oberbahnämter getrennt. Die jeweiligen Verkehrsanstalten wurden ihnen unterstellt.

### Bahnpost
1882 wurde das erste bayerische Bahnpostamt in München eingerichtet (Nürnberg 1890, Würzburg und Augsburg 1898). Der Verkehrsumfang erforderte eine Dezentralisierung, und so entstanden 1886 eine „Generaldirektion der Staatseisenbahnen“ und eine „Direktion der kgl. bayerischen Posten und Telegraphen“. Inzwischen gab es 2225 Verkehrsanstalten. Neben diesen wurden vom Jahre 1897 an zahlreiche Posthilfsstellen eingerichtet. Seit 1898/99 wurden die untergeordneten Postanstalten in drei Klassen von Postämtern (je nach Geschäftsumfang), in Postagenturen und Posthilfsstellen eingeteilt, dazu gab es sogenannte Saisonpostanstalten, die nur während der Sommermonate im Betrieb waren.

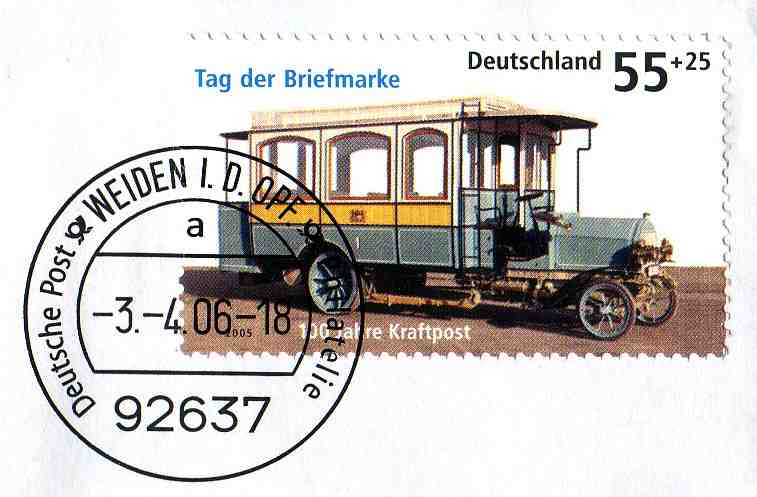
Der erste bayerische Kraftpostbus von 1905

### Kraftpost
1905 wurden bei der bayerischen Post Kraftwagen für die Post- und Personenbeförderung auf der Linie Bad Tölz - Lenggries eingerichtet. Es war in Aussicht genommen worden, durch solche Kraftpostlinien in den abseits von der Eisenbahn gelegenen Landesteilen die Verkehrsverhältnisse zu verbessern. Schon 1908 waren 11 Linien ganzjährig und 6 mit Sommerbetrieb im Gang. Am 1. April 1920 waren 23 Strecken vorhanden.

### Übergang an das Deutsche Reich, Einrichtung der Abt. München des Reichspostministeriums
Zwischen dem Reich und den Staatsregierungen Bayerns und Württembergs kam es als Folge der Annahme der Weimarer Reichsverfassung am 29. und 31. März 1920 zu Staatsverträgen über die Abtretung des Post- und Telegraphenwesens an das Reich. Bei der Übergabe bestanden in Bayern 64 Postämter I. Klasse, 118 II. Klasse und 409 III. Klasse, 2563 Postagenturen und 2046 Posthilfsstellen, dazu kamen noch 9 Postämter ohne Klassenbezeichnung, sogenannte Saisonpostanstalten und 81 Zweigstellen von Postämtern. Die Bestimmungen für die Postanstalten als auch die für die Beziehungen zwischen Postanstalten und Postkunden wurden in Bayern nicht durch Gesetze, sondern durch zahlreiche Dienstinstruktionen, königliche Verordnungen und Ministerialbekanntmachungen und Entschließungen geregelt. Eine feste Regelung der Zuständigkeiten hat es in Bayern nicht gegeben.
Seit der Postordnung vom 1. April 1920 gibt es nur noch eine Reichspostverwaltung. In München wurde jedoch eine Abt. München des Reichspostministeriums eingerichtet, die die inneren Angelegenheiten der bayerischen Oberpostdirektionen regelte. Am 1. Januar 1922 wurde die Postordnung Bayerns endgültig der des Reiches angeglichen, jedoch für München eine spezielle Rohrpostordnung erlassen.

## Briefmarken und Stempel
Bayern beschloss am 22. Februar 1849 als erster deutscher Staat die Einführung von Briefmarken. Die Kaufmannsschaft und die Presse waren nicht sonderlich begeistert. Die ersten Marken waren Ziffernmarken, die so genannten Schwarzen Einser, die ab 1. November 1849 verwendet wurden. Wegen der damaligen revolutionären Bewegungen hatte man die Verwendung des Kopfbildes des Landesherren vermieden. Später lehnte auch Ludwig II. die Verwendung seines Kopfbildes ab. Im Jahre 1867 wurden die quadratischen Ziffernausgaben durch Marken mit Landeswappen in Prägedruck ersetzt. 1911 folgten Postwertzeichen mit dem Kopfbild des Prinzregenten Luitpold und 1914 solche mit dem Kopfbild des Königs Ludwig III. Neben den Briefmarken gab es noch Dienstmarken und Marken zum Ausgleich der Nachgebühr. Seit dem Übergang der bayerischen Post auf das Reich (1920) gibt es keine eigenen bayerischen Briefmarken mehr.
In Bayern gab es mehrere eigenständige Formen von Poststempeln. Markant sind die Halbkreisstempel, die den Ortsnamen des Aufgabeortes in einem Halbkreis über dem Datum zeigen. Vom 1. August 1850 bis zum 9. März 1869 war die Verwendung von so genannten Mühlradstempeln für die meisten Poststücke in Bayern vorgeschrieben. Diese markanten Stempel zeigen lediglich die Nummer des Aufgabepostamts in einem Kreis umgeben von Strahlen (geschlossener Mühlradstempel) oder Kreissegmenten (offener Mühlradstempel). In den anderen altdeutschen Teilstaaten kamen diese Stempeltypen normalerweise nicht vor.

### Raritäten
Zu den bemerkenswertesten Stücken der Weltphilatelie zählt der einzig bekannte Brief mit einem Sechserblock der ersten Briefmarke Bayerns. Der Brief wurde am 14. November 1850 in Straubing aufgegeben und zum „Comité für die Gewerbeausstellung in Eichstätt“ geschickt. Außerdem ist ein senkrechter 12er-Block bekannt, in dem die 4. Marke kopfsteht. Es handelt sich um ein sogenanntes tête-bêche, eins von nur drei bekannten tête-bêches dieser Marke. Dieser Streifen wurde 2009 für 320 000 Euro in Wiesbaden versteigert und ein waagrechter 3er-Streifen auf einem Brief nach Neustadt für 40 000 Euro.

### Fälschungen
Die erste Marke von 1849 kommt als Ganzfälschung vor. Spätere Marken sind mit falschem Stempel auf den Markt gekommen. Sie sollten nur geprüft erworben werden. Von dem bekannten Fälscher Jean de Sperati sind mindestens 6 Nachahmungen Schwarzer Einser nachgewiesen, darunter auch ein Kehrdruck (tête-bêche).

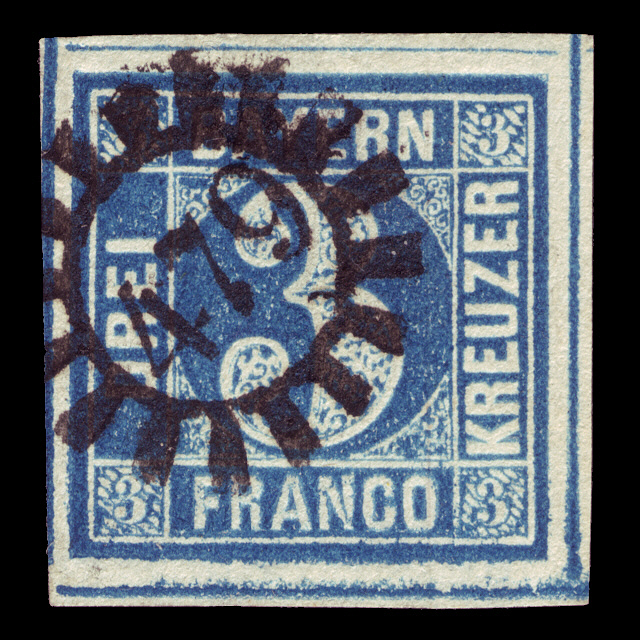
Blauer Dreier 1850
Fünf frühe Briefmarken und eine Portomarke aus dem Königreich Bayern sowie eine Dienstmarke mit Aufdruck „Volksstaat Bayern“ nach Ende der Monarchie
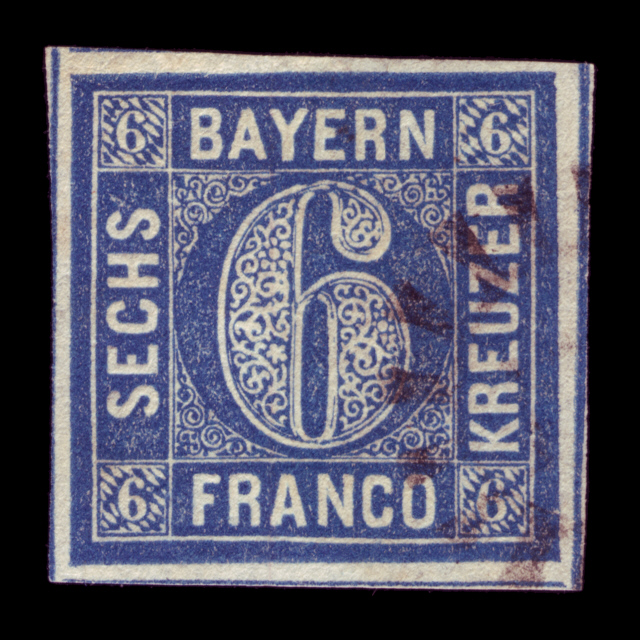
1862
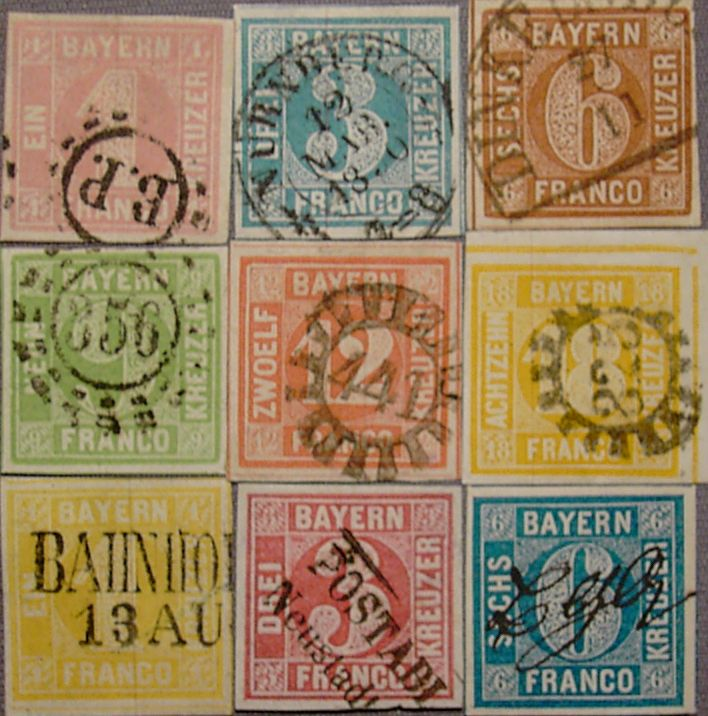
Verschiedene „Quadrate“, mit Halbkreis- und Mühlradstempeln
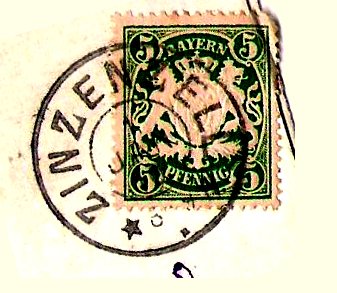
Wappenausgabe in Prägedruck (Pfennigwerte seit 1876) mit Doppelkreisstempel „Zinzenzell“
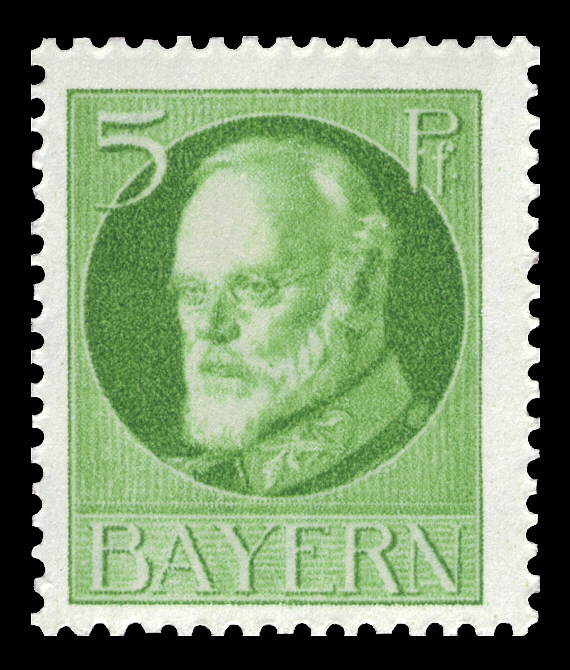
1914: Ludwig III.
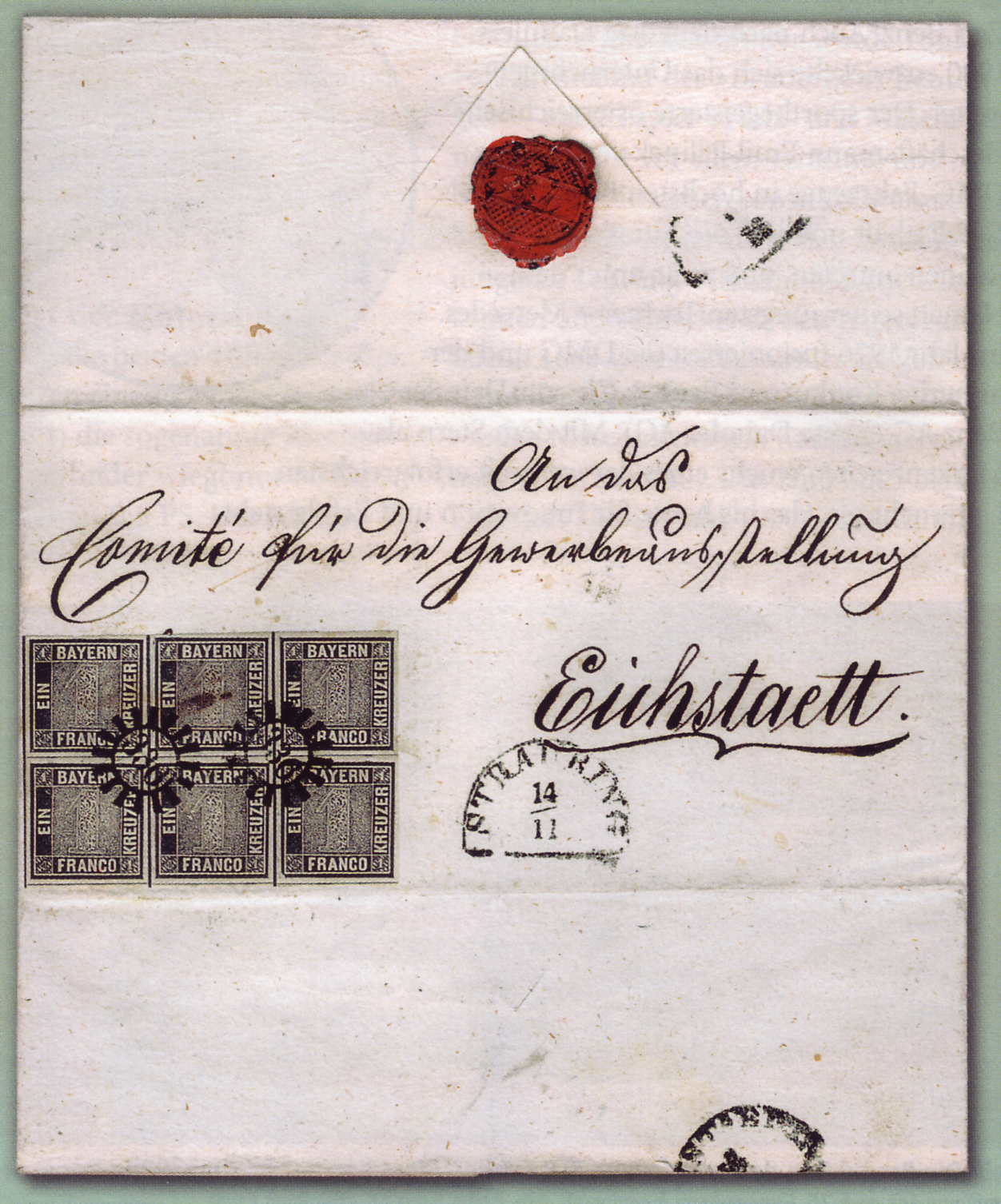
Brief mit dem einzigen erhaltenen Sechserblock der ersten Briefmarke Bayerns.